# Natriummethanolat
Natriummethanolat ist das Alkoholat des Methanols mit Natrium als Gegenion und das wichtigste der Methanolate.

Natriummethanolat sollte nicht mit Natriumethanolat (Summenformel C2H5NaO) verwechselt werden.

## Darstellung
Die Herstellung der Verbindung erfolgt über die Reaktion von Methanol mit elementarem Natrium oder mit Natriumhydrid. Daneben entsteht molekularer Wasserstoff.
{\displaystyle \mathrm {2\ CH_{3}OH\ +\ 2\ Na\longrightarrow \ 2\ CH_{3}ONa\ +\ H_{2}} }
{\displaystyle \mathrm {CH_{3}OH\ +\ NaH\longrightarrow \ CH_{3}ONa\ +\ H_{2}} }

## Eigenschaften
Natriummethanolat ist ein stark hygroskopischer weißer Feststoff. Dieser ist sehr reaktiv und wird aus diesem Grund meist nur in Lösung gehandhabt und gelagert. Bei Temperaturen über 50 °C besteht an Luft die Gefahr der Selbstentzündung.
Es ist eine sehr starke Base, die heftig mit Wasser und Säuren reagiert. Verglichen mit anderen Alkalimethanolaten ist es in methanolischen Lösungen basischer als Lithiummethanolat, aber weniger basisch als Kaliummethanolat.

## Verwendung
Natriummethanolat wird als Base beispielsweise zur Deprotonierung CH-acider Verbindungen verwendet.